# Szulfonok

Egy szulfon szerkezete

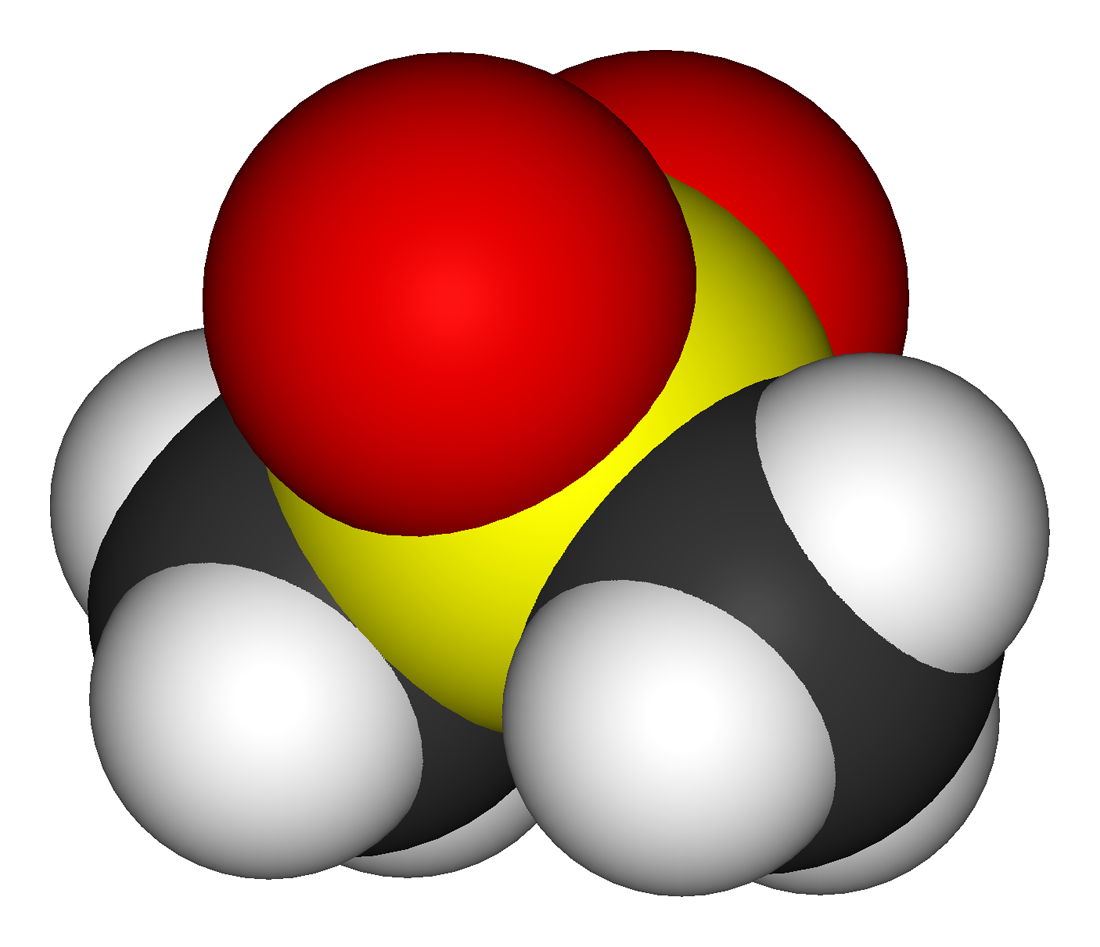
Dimetil-szulfon, a legegyszerűbb szulfon

A szulfonok két szénatomhoz kapcsolódó szulfonilcsoportot ({\displaystyle {\ce {R^{1}S(=O)2R^{2}}}}) tartalmazó vegyületek. A középső hatértékű kén kettős kötéssel kapcsolódik a két oxigén-, egyes kötéssel az általában két külön szubsztituensben lévő két szénatomhoz. A természetben viszonylag kevés szulfon található.

## Szintézis és reakciók

### Tioéterek és szulfoxidok oxidációja
A szulfonokat általában tioéterek, más néven szulfidok oxidációjával állítják elő. A szulfoxidok ennek köztitermékei. Például a dimetil-szulfid dimetil-szulfoxiddá, majd dimetil-szulfonná oxidálódik.

### SO2-ból

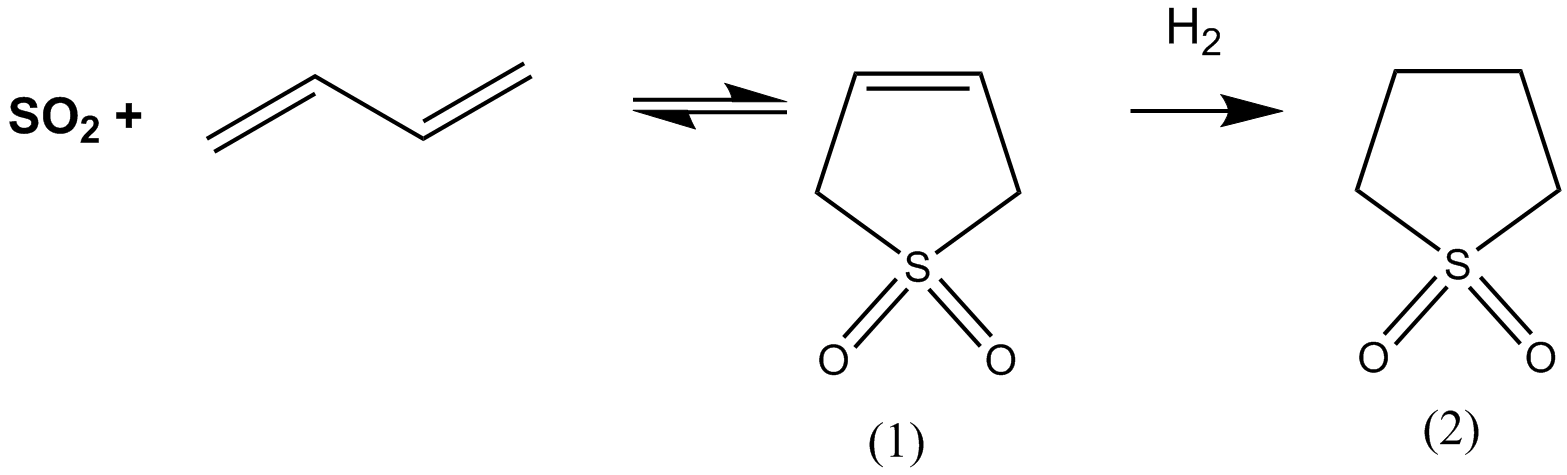
Szulfolán előállítása szulfolén hidrogénezésével

A kén-dioxid a szulfonilcsoport gyakran használt forrása. A diénekkel cikloaddíciós reakciókban vesz részt. Az iparban gyakran használt oldószer szulfolánt kén-dioxid buta-1,3-diénhez való addíciójával állítják elő, melyet az így kapott szulfolén hidrogénezése követ.

### Szulfonil- és szulfuril-halogenidekből
A szulfonok a Friedel–Crafts-reakciók körülményei közt előállíthatók szulfonil-halogenidekből és szulfonsavanhidridekből származó RSO+2-források használatával. Lewis-sav katalizátorok, például az AlCl3 és a FeCl3 kellenek ehhez.
Előállíthatók szulfonok halogenidek nukleofil áthelyezésével szulfinátokkal:
{\displaystyle {\ce {ArSO2Na + Ar'Cl -> Ar(Ar')SO2 + NaCl}}}

### Reakciók
A szulfon viszonylag inert funkciós csoport, enyhén bázikus a szulfoxidokkal szemben. Nem oxidáló. A Ramberg–Bäcklund-reakcióban és a Julia-alkenációban a szulfonok alkénekké alakulnak kén-dioxid-eliminációval.
A szulfonok deszulfonilálódhatnak.

## Alkalmazásai
A szulfolánt értékes aromás vegyületek kőolajból való kinyerésére használják.

### Polimerek
Egyes szulfoncsoportot tartalmazó polimerek hasznos műanyagok. Erősek és ellenállnak az oxidációnak, a korróziónak, a magas hőmérsékletnek és a deformációnak. Egyesek rézcsövek helyett használatosak háztartási melegvíz-vezetékekben. Prekurzoraik a biszfenol-S és a 4,4′-diklórdifenil-szulfon.

### Farmakológia

Egy lepra kezelésében használt antibiotikum, a dapszon.

A farmakológiában használt szulfon például a dapszon, egy korábban a lepra, a dermatitis herpetiformis, a tuberkulózis és a pneumocystis pneumonia (PCP) kezelésére használt antibiotikum. Egyes származékait, például a promint ugyanígy tanulmányozták vagy alkalmazták, de általában a szulfonokat kevésbé alkalmazzák, mint például a szulfonamidokat.

## Fordítás
Ez a szócikk részben vagy egészben  a   Sulfone című angol Wikipédia-szócikk ezen változatának fordításán alapul.  Az eredeti cikk szerkesztőit annak laptörténete sorolja fel. Ez a jelzés csupán a megfogalmazás eredetét és a szerzői jogokat jelzi, nem szolgál a cikkben szereplő információk forrásmegjelöléseként.